# もう一人の博士

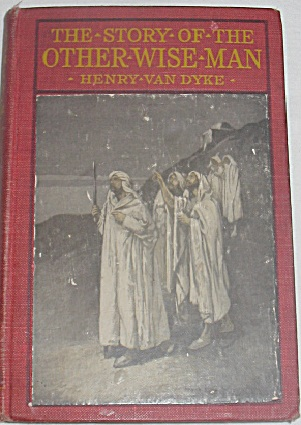
ハーパー・アンド・ブラザーズによる版

もう一人の博士（もうひとりのはかせ、The Other Wise Man）は、聖書を題材としたヘンリー・ヴァン・ダイクの短編小説である。1895年に初版が出版され、それ以来何度も復刻されている。
この物語は、新約聖書のマタイによる福音書で語られている東方の三博士についての記述をもとに、話を膨らませたものである。主人公の名前から「アルタバン物語」とも呼ばれる。

## あらすじ
ペルシャから来たメディア人の博士であるアルタバンは、他の博士と同様に、星を見て、「ユダヤの王」が生まれたことを知った。アルタバンも他の博士たちと同様に、生まれたばかりの王に会い、様々な宝物を贈るために出かけようとした。しかし、その途中で瀕死の男を助けたため、一緒に行くはずだった三博士のキャラバンに遅れてしまった。アルタバンは、1人で砂漠を渡るために必要なラクダや物資を揃えるために、宝物の1つを売らざるを得なくなった。アルタバンはようやく旅を開始するが、ベツレヘムに着いた時には、イエスの一家はそこを発った後だった。そこに、ヘロデの兵がベツレヘムの幼児を虐殺しに来たため、アルタバンは宝物の1つを差し出して、1人の幼児の命を救った。
アルタバンは長年に渡りイエスを探し求めてエジプトなど多くの国を旅し、行く先々で人助けをした。33年後、未だにイエスを探し続けていたアルタバンは、辿り着いたエルサレムでイエスが磔刑に処されることを知った。アルタバンはイエスを救うためにゴルゴダの丘へ急ぐが、途中で若い女性が奴隷として売られるのを見て、それを救うために、最後に残っていた宝物である真珠を手放した。その時、激しい地震が起こって瓦がアルタバンの頭上に落ちた。死に瀕したアルタバンは、イエスの声を聞いた。イエスのために何もできなかったと言うアルタバンに対し、イエスは言った。「私はあなたに言う。あなたが私の兄弟であるこれらの最も小さい者の一人にそれをしたのなら、あなたは私にもそれをしたのである」（マタイ25:40）アルタバンは喜びの中で亡くなった。

## 他のバージョン
- この物語は何度か戯曲化されている。1951年のポーリーン・フェルプス（英語版）[5]、1952年のハロルド・G・スリカー[6]、1956年のエヴェレット・ラドフォード[7]、1963年のM・パーシー・クロジエとマーガレット・ブルース[8]によるものなどである。
- テレビドラマとしては、1953年の『ホールマーク・ホール・オブ・フェイム』内のもの（ウェズリー・アディ（英語版）主演）[9]、1957年の『クラフト・テレビジョン・シアター（英語版）』内のもの（リチャード・カイリー主演）[10]、1960年の『G.E.トゥルー・シアター』内のもの（ハリー・タウンズ（英語版）主演）[11]などがある。1985年3月30日には、マーティン・シーン主演による73分の長編テレビ映画『4人目の博士』(The Fourth Wise Man)が放映された[12]。
- アニメ版は、1989年にボンネビル・コミュニケーションズ（英語版）が制作した。
- この物語に基づいたオラトリオ（典礼オペラ）がスーザン・ハルスマン・ビンガムによって書かれ、2000年に初演された[13]。
- M・ライアン・テイラーが書いた室内オペラが2006年に初演された[14]
- スコットランドの画家ピーター・ホーソン（英語版）が描いたアルタバンの絵が、スコットランド自治政府首相のアレックス・サモンドの2013年の公式クリスマスカードに使用された[15]。

## 邦訳
- 岡田尚 訳､佐藤努 画『もう一人の博士』新教出版社 、ISBN 4400737535